# Kumeyaay
El kumeyaay (també diegueño del Sud, campo o kumiai) és una llengua pertanyent al grup yuma del Delta de la família yuma-cochimí, parlada pels kumeyaays als estats de Califòrnia (Estats Units) i Baixa Califòrnia (Mèxic). El nom natiu d'aquesta llengua és kamia.

## Classificació
Sovint les llengües dels pobles veïns als kumiai, com el tiipai i l'ipai són considerats com una mateixa llengua, de la qual els idiomes esmentats constitueixen simplement dialectes. El Catálogo de lenguas indígenas nacionales a Mèxic té per separat a l'idioma ku'ahl /kwʔahl/, no obstant això l'Ethnologue mostra que és un dels noms que rep l'idioma kumiai.
La documentació publicada per a la llengua kumiai sembla estar limitada a uns pocs textos (cf. Mithun 1999:578).

## Nombre
Hinton (1994:28) suggereix una estimació conservadora de 50 parlants supervivents de kumeyaay. Una estimació més liberal (fins i tot amb els parlants d'ipai i tiipai), amb el suport dels resultats del Cens de 2000, és de 110 persones als EUA, incloent 15 persones menors de 18.